# Moneen
Moneen (ibland skrivet .moneen.) är ett indierock-band från Brampton, Ontario, Kanada.

## Historia
Bandet bildades 1999 efter upplösningen av ett annat band kallat Perfectly Normal. Moneens originalbasspelare, Mark Bowser, blev utbytt mot Chris Slorach, som lämnade bandet efter släppet av The Theory of Harmonial Value. Erik Hughes spelade bas för bandet under deras första Kanadaturné och blev senare permanent basspelare för gruppen.
Bandet släppte sina första två album på Smallman Records för att sedan skriva på för Vagrant Records, men Smallman Records distribuerar fortfarande deras album i Kanada. År 2005 släppte de en delad EP med Alexisonfire på Dine Alone Records, på vilken banden gjorde covers av två av det andra bandets låtar, plus en originallåt.
År 2005 under inspelningen av The Red Tree följdes bandet av regissören Alex Liu som filmade en dokumentär kallade "The Start to This May Be the End to Another". The Red Tree släpptes sedan 11 april 2006 och dokumentären blev en del av The Moneen DVD: It All Started with a Red Stripe som kom 13 maj 2008.
I mars 2008 slutade trummisen Peter Krpan för att starta ett soloprojekt kallat One Grand Canyon. Moneen skaffade då trummisen Steve Nunnaro som permanent ersättare till Peter Krpan. Samtidigt berättade bandet att de hade spelat in nio låtar till deras nästkommande skiva.

## Medlemmar
- Erik Hughes - basgitarr, bakgrundssång
- Kenny Bridges - huvudvokalist, gitarr
- Chris "The Hippy" Hughes - gitarr, bakgrundssång
- Steve Nunnaro - trummor, slagverk
- Haris Cehajic - keyboard, gitarr

### Tidigare medlemmar
- Mark Bowser - basgitarr
- Chris Slorach - basgitarr
- Nic Fera - trummor, slagverk
- Peter Krpan - trummor, slagverk
- Paul Utesch - slagverk, sång

## Diskografi

### Studioalbum
- The Theory of Harmonial Value (2001), Smallman Records
- Are We Really Happy with Who We Are Right Now? (2003), Vagrant Records
- The Red Tree (2006), Vagrant Records

### EP
- Smaller Chairs for the Early 1900s EP (1999), Smallman Records
- The Switcheroo Series: Alexisonfire vs. Moneen (2005), Dine Alone Records
- Saying Something You Have Already Said Before: A Quiet Side of Moneen (EP/DVD) (2006), Vagrant Records

### DVD
- The Moneen DVD: It All Started with a Red Stripe (2008)

## Videografi
- "No Better Way To Show Your Love Than A Set Of Broken Legs" (2002)
- "Tonight, I'm Gone..." (2002)
- "Life's Just Too Short Little Ndugu" (2003)
- "Are We Really Happy with Who We Are Right Now?" (2003)
- "Start Angry... End Mad" (2004)
- "Passing Out in America/Accidents Are on Purpose" (2006)
- "If Tragedy's Appealing, Then Disaster's an Addiction" (2006)
- "Don't Ever Tell Locke What He Can't Do" (2006)